# Église de l'Assomption-de-Notre-Dame de Noailles
L'église de l'Assomption-de-Notre-Dame est située à Noailles, en Corrèze.

## Description
Le Chœur est inscrit aux monuments historiques depuis 1929.

## Galerie d'images

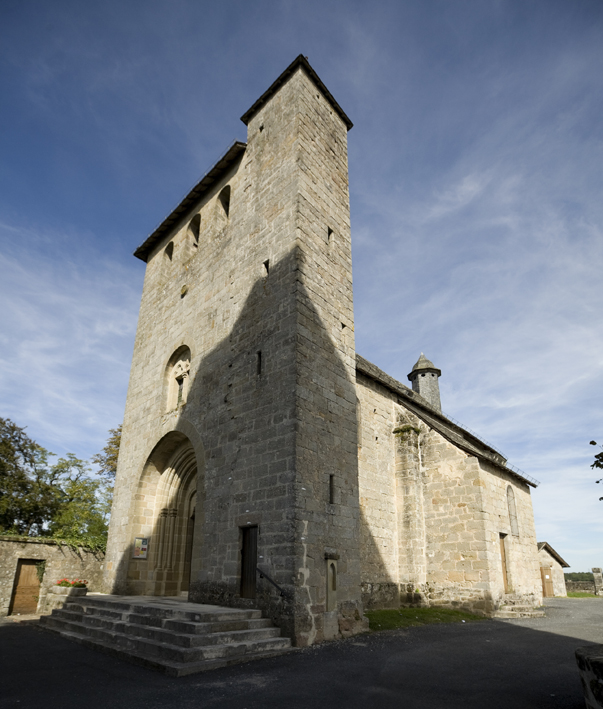
La façade
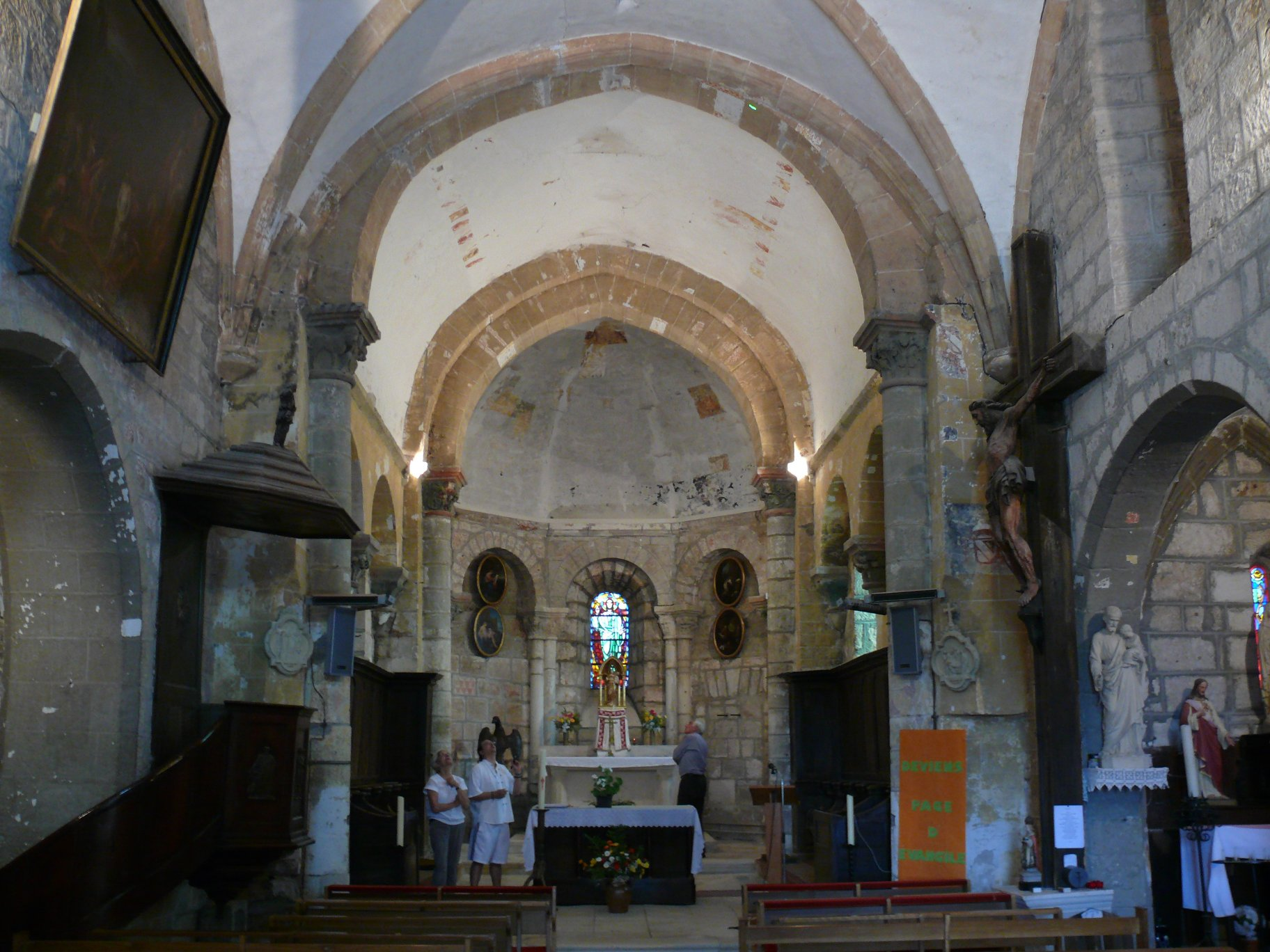
La nef
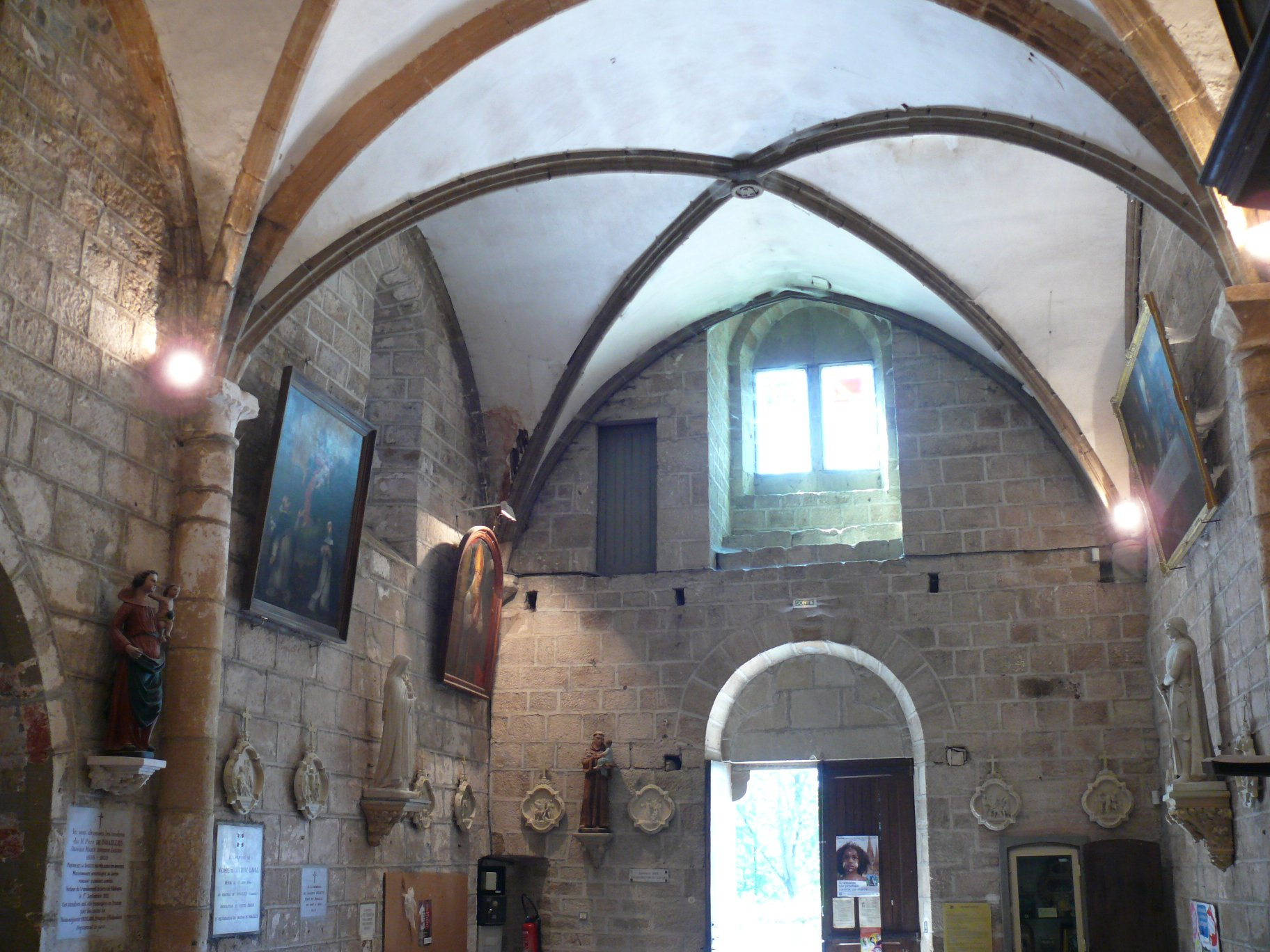
La nef
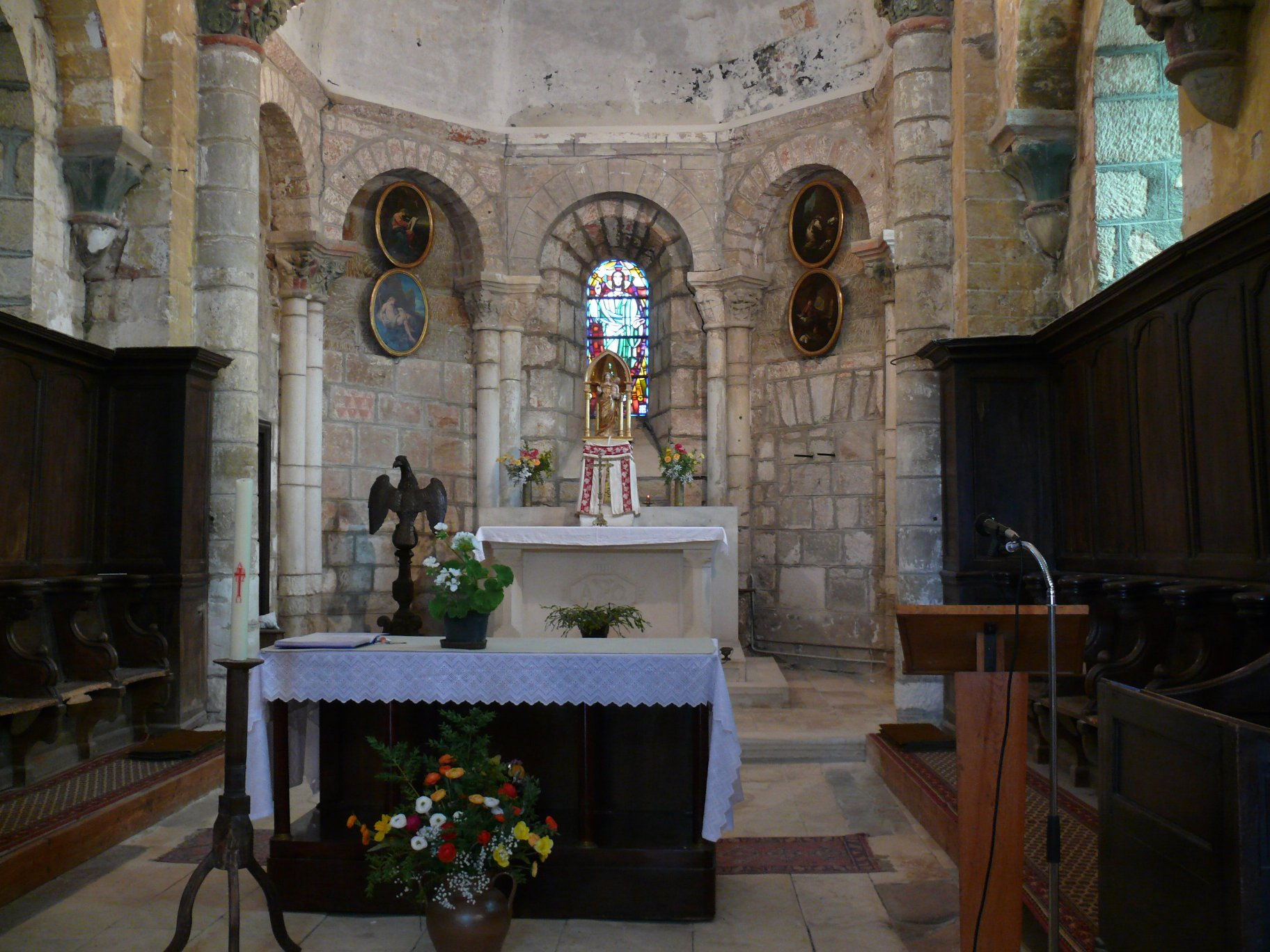
Le chœur
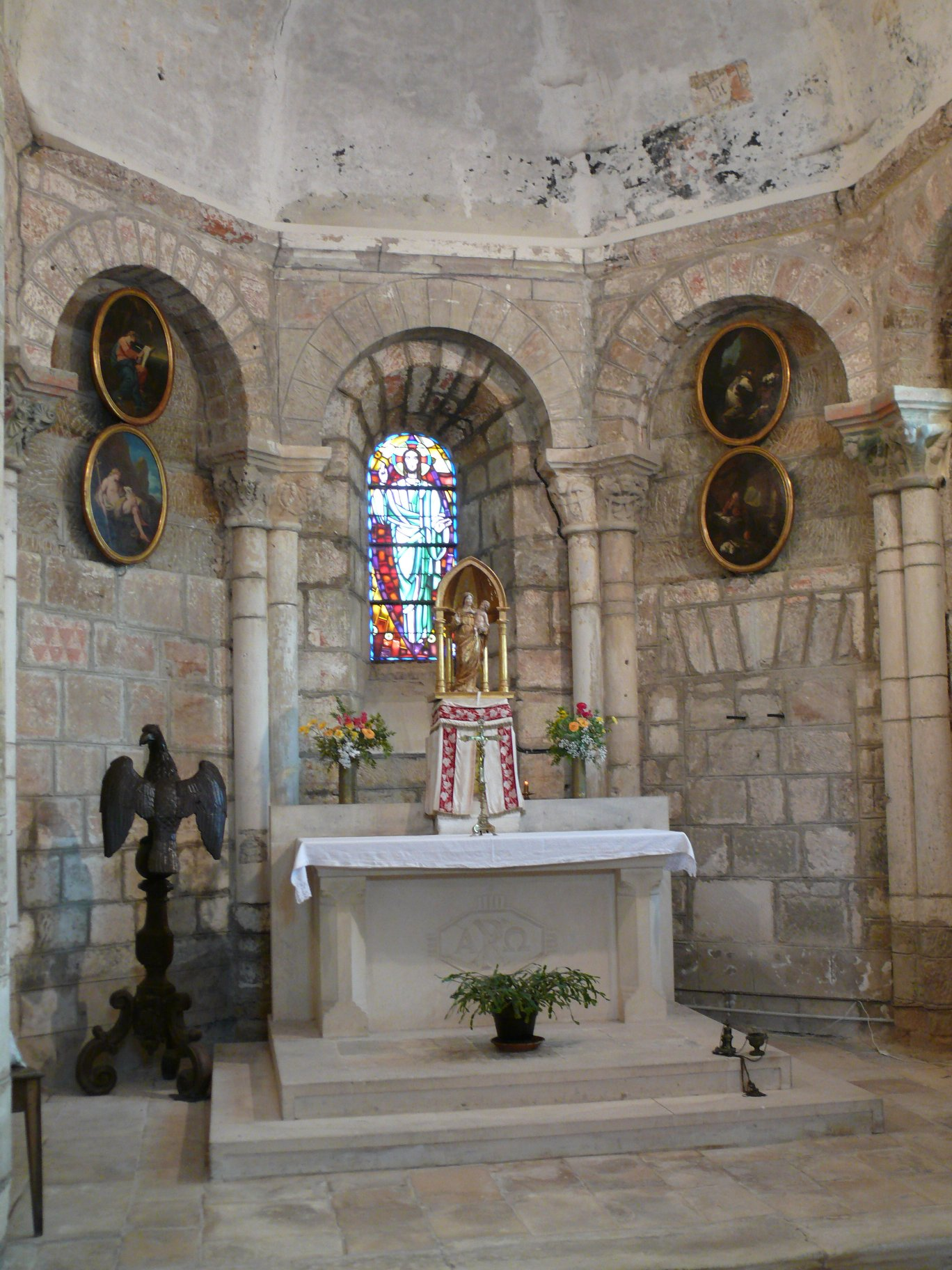
Le chœur
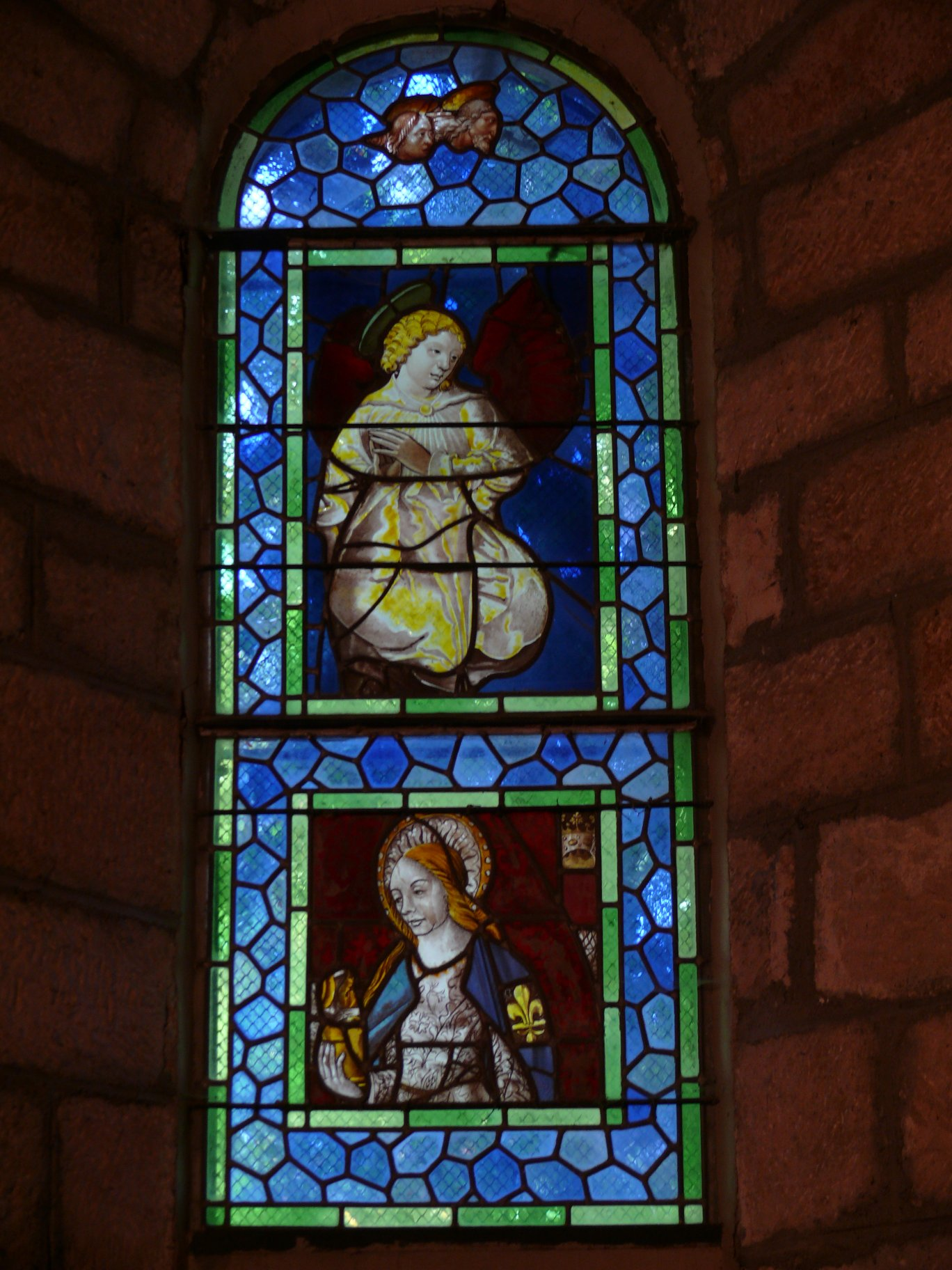
Vitrail
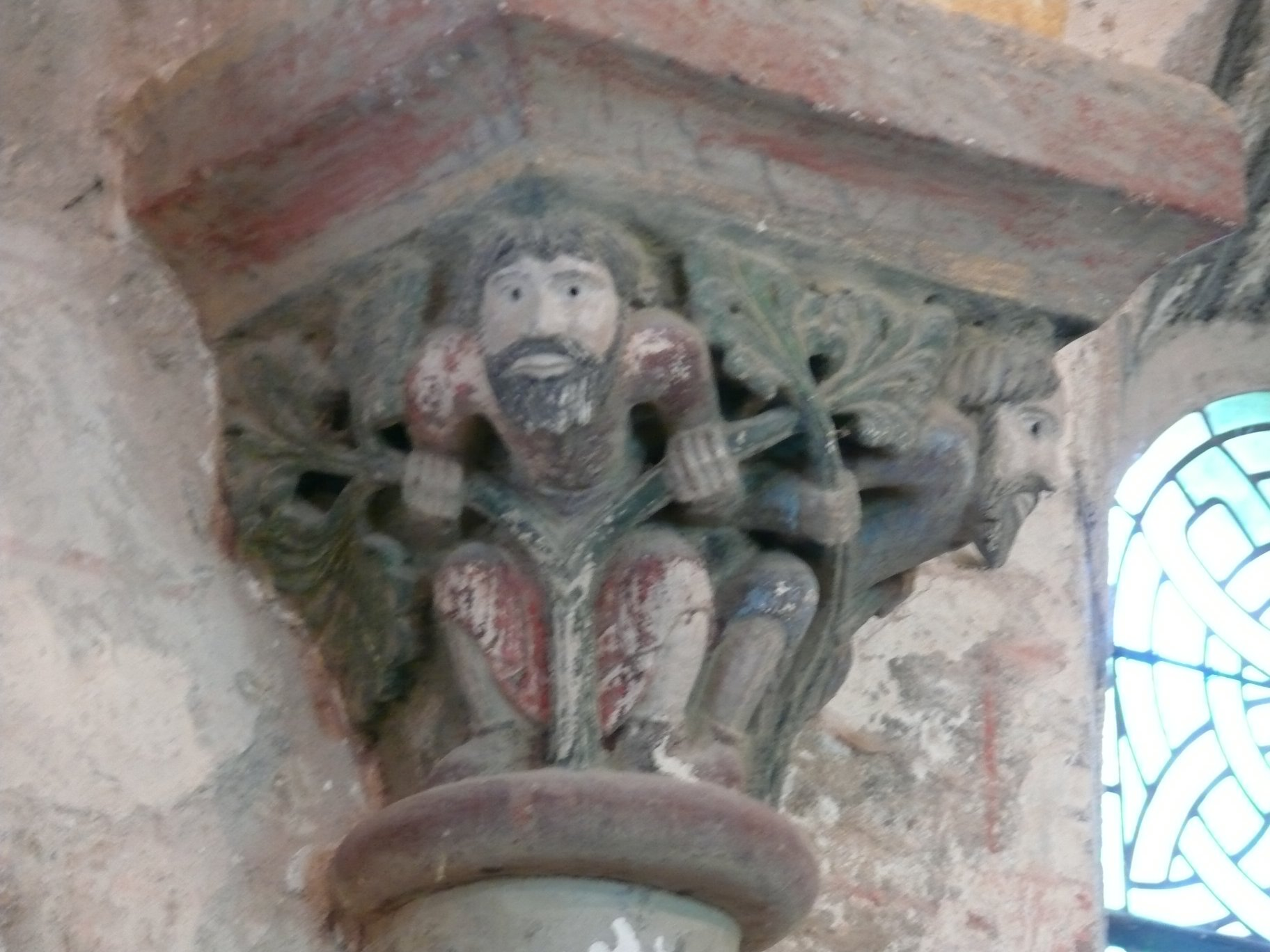
Chapiteau